# Copenhagen Drummers
Copenhagen Drummers er en dansk tromme/percussion-gruppe som blev dannet i 2010 af 6 konstabler fra Den Kongelige Livgardes Tambourkorps. Gruppen deltog i talentshowet Talent 2010 på tv-kanalen DR1, hvor de vandt finalen med dobbelt så mange stemmer som andenpladsen.
Copenhagen Drummers turnerede Danmark rundt med Lars Lilholt Band i 2011 og 2012.
Gruppens første single Jeg Er Din feat. Kasper Nyemann blev udgivet i 2012 på pladeselskabet U&! og Sony Music Denmark. Jeg Er Din blev produceret i samarbejde med den danske sanger og sangskriver Jon Nørgaard og musikproducer Søren Mikkelsen. Jeg Er Din toppede som #3 på ITunes Store.
Gruppen har haft løbende udskiftning af medlemmerne og blev reduceret fra 6 til 4 medlemmer i 2012.
Copenhagen Drummers assisterede den danske sangerinde Emmelie de Forest ved Dansk Melodi Grand Prix 2013 og senere Eurovision Song Contest 2013 i Malmø, hvor de vandt med sangen Only Teardrops.
I 2014 assisterede Copenhagen Drummers Emmelie de Forest på numrene Only Teardrops og Rainmaker ved Eurovision Song Contest 2014 finaleshowet i København. 
Copenhagen Drummers spillede deres to første liveshows i eget navn i 2014 på spillestederne Skive Theater og Hermans i Århus. Gruppen turnerede i 2016-2017 med Elements Tour, som var deres første egentlige Danmarksturné. I 2018 turnerede Copenhagen Drummers i Danmark med showet Lights On.
I 2018 optrådte Copenhagen Drummers ved fejringen af H.K.H. Kronprins Frederik's 50 års fødselsdag, som blev sendt live på tv-kanalen DR1 fra Royal Arena i København.
I 2019 udgiver gruppen deres 2. single Moombah Trash. Nummeret er produceret i samarbejde med musikproduceren Steffen Aba.
Copenhagen Drummers turnererede i 2020 med The Grand Tour som bestod af 45 shows i forbindelse med gruppens 10 års jubilæum. 
I 2020 medvirkede Copenhagen Drummers på psy-trance singlen Bang That Drum af DJ Aligator som blev udgivet på pladeselskabet Gator Records.
Copenhagen Drummers har udgivet en uofficiel slagsang og musikvideo i forbindelse med EM i fodbold (2020)/2021. På Et Yndigt Land som sangen hedder, medvirker Jimmy Lindér Månsson fra det danske rockband Blended Brew på vokal og guitar. Sangen er produceret af musikproducer Steffen Aba og har blandt andet ligget #1 på iTunes Store Electronic Chart og er blevet tilføjet til det danske Herrelandsholds officielle playliste for EM i fodbold (2020)/2021 på Spotify.
I forbindelse med VM i fodbold 2022 i Qatar har bandet udgivet endnu en fodboldsang Sejr I Dag med sangerinde Anna Mathilde Jessen på vokal. Sejr I Dag er produceret af musikproducer Gustav Boje Brun og er udgivet af Warner Music Denmark.
I 2022 har Copenhagen Drummers turneret med deres Feel Good Tour som bestod af 40 shows på spillesteder og teatre i Danmark.
I 2025 har gruppen turneret med Energy Tour som bestod af 26 shows på spillesteder og teatre i Danmark og Sverige. Derudover optrådte Copenhagen Drummers sammen med den internationale DJ og producer Kygo – både i Royal Arena og på Jelling Musikfestival.

## Diskografi

### Singler
- 2012: Jeg Er Din feat. Kasper Nyemann
- 2019: Moombah Trash
- 2021: Et Yndigt Land
- 2021: Feel Good
- 2022: Without You (Copenhagen Drummers Remix)
- 2022: Sejr I Dag
- 2023: Stay Focused
- 2023: Fire
- 2024: Fade To Black

### Andre medvirkender
- 2020: DJ Aligator & Copenhagen Drummers - Bang That Drum
- 2023: Afterclap & Copenhagen Drummers - Together
- 2024: Afterclap & Copenhagen Drummers - Breaking Away

## Tv-Shows
- 2010: Talent 2010 [1]
- 2013: Dansk Melodi Grand Prix 2013 med Emmelie de Forest
- 2013: Eurovision Song Contest 2013 med Emmelie de Forest
- 2014: Eurovision Song Contest 2014 [2] med Emmelie de Forest
- 2015: DR's Store Juleshow, DR1 lørdag den 19. december klokken 20.00 [7]
- 2018: 'Hele Danmark fejrer Kronprinsen', DR1 den 27. maj klokken 20.00
- 2018: Hjertegalla, TV 2 Charlie
- 2020: Fredagsscenen live i Curlingklubben på DR P3 fredag d. 27. november [8]